# آيبك (مقاطعة اشتهارد)
آيبك (بالفارسية: ایپک) هي مستوطنة تقع في مقاطعة إشتهارد في إيران. يقدر عدد سكانها بـ 652 نسمة وتتكون من 165 عائلة حسب احصائية 2006.